# Sol Rodríguez
María Soledad Rodríguez Belli (Buenos Aires; 17 de abril de 1990), conocida por su nombre artístico Sol Rodríguez, es una actriz argentina. Su carrera inicio al interpretar el personaje de Mecha Estévez en la serie de Nickelodeon Grachi, así mismo, lanzó varias canciones con la banda sonora de Grachi acompañada de los otros miembros del elenco.

## Biografía
Rodríguez nació el 17 de abril de 1990 en Buenos Aires, Argentina, y empezó a bailar a los cinco años. Cuando cumplió ocho años, se mudó con su familia a Guatemala, donde siguió tomando clases de baile y canto. En la escuela, ella era parte de un grupo de chicas que bailaba en reuniones de padres y actividades escolares. Empezó a aparecer en comerciales de televisión cuando tenía diez años. En 2006, se mudó a Miami para estudiar en la prestigiosa Miami Dade College, pero dejó los estudios para firmar un contrato con una agencia de talentos en la ciudad.
Su primera audición fue para Nickelodeon Latinoamérica, obteniendo el papel coprotagónico de Mecha en la producción Grachi, la cual se posicionó como número uno en audiencia en diversos países latinoamericanos. Durante la segunda temporada, viajó por diversos países de Latinoamérica con Grachi: El show en vivo. También grabó una canción para el segundo álbum de la banda sonora de Grachi junto a Isabella Castillo, titulada "M.A.P.S." y la canción "Juntos Vamos" junto a otros miembros del elenco. En 2012, fue nominada a los premios Kids Choice Awards México en la categoría "Actriz favorita de reparto" y a los Kids Choice Awards Argentina como "Revelación". En 2013, fue nuevamente nominada para los Kids Choice Awards Argentina en la categoría de "Actriz de TV Favorita". 
En 2013, interpretó a Sol Porras en la telenovela Marido en alquiler de Telemundo. Ese mismo año participó en el videoclip del género Reguetón "Pierde el control" de Ale Mendoza ft. Dyland y formó parte del elenco de la serie Demente criminal.
En 2014, participó coprotagonizando un nuevo videoclip/minipelicula, esta vez del género "Bachata", junto a Toby Love, nombrado "El aire que respiro". Ese mismo año grabó un comercial para la línea de productos "Revlon" presentado por MTV. En 2015, formó parte del elenco de Tierra de Reyes de Telemundo, Este mismo año se retira del elenco y viaja a Los Ángeles, California. En 2016, participó en un episodio de la serie NCIS.

## Filmografía
| Año  | Título                     | Personaje          | Notas                 |
| ---- | -------------------------- | ------------------ | --------------------- |
| 2015 | Cartel                     | Sofía Villasante   |                       |
| 2017 | Once Upon a Time in Venice | Consuela           |                       |
| 2017 | You're gonna miss me       | Sofía Vega         |                       |
| 2016 | Bitch                      | Annabelle          |                       |
| 2018 | Charlie Says               | Gloria             |                       |
| 2023 | Holiday in the Vineyards   | Valentina Espinoza | Película para Netflix |

| Año     | Título             | Personaje                | Notas                           |
| ------- | ------------------ | ------------------------ | ------------------------------- |
| 2011–13 | Grachi             | Mercedes "Mecha" Estevez | Elenco principal, 205 episodios |
| 2013    | Marido en alquiler | Sol Porras               |                                 |
| 2014–15 | Tierra de reyes    | Lucía Crespo             | Elenco principal                |
| 2015    | Demente criminal   | Fernanda Sánchez         | Recurrente                      |
| 2016    | Devious Maids      | Daniela Mercado          | Elenco principal (temporada 4)  |
| 2016    | NCIS               | Elena Silva              | Episodio: "Rogue"               |
| 2018    | Alone Together     | Caitlynn                 | Episodio: "Sleepover"           |
| 2020    | Party of Five      | Natalia                  | Recurrente                      |
| 2022    | Star Trek: Picard  | Teresa                   | Recurrente                      |
| 2025    | Peacemaker         | Sasha Bordeaux           | Elenco principal, temporada 2   |

## Premios y nominaciones
| Año  | Premiación                   | Categoría                  | Trabajo | Resultado |
| ---- | ---------------------------- | -------------------------- | ------- | --------- |
| 2012 | Kids Choice Awards México    | Actriz favorita de reparto | Grachi  | Nominada  |
| 2012 | Kids Choice Awards Argentina | Revelación                 | Grachi  | Nominada  |
| 2013 | Kids Choice Awards Argentina | Actriz de TV favorita      | Grachi  | Nominada  |